# Samu Omorodion
Samuel "Samu" Omorodion Aghehowa, född 4 maj 2004 i Melilla, är en spansk fotbollsspelare.

## Karriär
Samu Aghehowa inledde sin seniorkarriär i Granada år 2022. Han debuterade för dess A-lag 2023. 2024 kontrakterades han av Porto. Han har representerat Spanien på flera ungdomsnivåer sedan 2023. Han blev olympisk guldmedaljör i fotboll vid olympiska sommarspelen 2024 i Paris efter att Spanien slagit Frankrike i finalen.